# Conolophus marthae
Conolophus marthae – gatunek dużej jaszczurki z rodziny legwanowatych (Iguanidae), endemicznie występującej na wyspie Isabela w archipelagu Galapagos. Jego przedstawicieli po raz pierwszy zaobserwowano w 1986 roku, jednak jako nowy gatunek został opisany dopiero w 2009 roku. Jest odmienny morfologicznie, genetycznie i behawioralnie od pozostałych gatunków z rodzaju Conolophus i stanowi przykład jednej z najstarszych dywergencji na Galapagos.

## Budowa
Ogólną budową Conolophus marthae przypomina pozostałe konolofy, jednak odróżnia go od nich wzór ubarwienia – głowa, tułów i kończyny są różowawe, z charakterystycznymi ciemnymi pasami w środkowej i tylnej części ciała, ogon ciemny. Takiego wzoru ubarwienia nie zaobserwowano u żadnej populacji legwana galapagoskiego ani Conolophus pallidus. Liczba i kształt pasów mogą różnić się w zależności od osobnika. Pasy występujące na spodniej stronie ciała są mniej wyraźne. Pozostałe cechy wyróżniające C. marthae spośród innych konolofów, nieco zmienne morfologicznie, współwystępują u samców – tłuszczowy grzebień karkowy z niewielkimi lub zredukowanymi stożkowatymi łuskami oraz piramidokształtnymi lub płaskimi łuskami na grzbietowej stronie głowy. Holotyp, dorosły samiec, mierzył około 110 cm długości i ważył 5 kg. Conolophus marthae ma wydłużony pysk i okrągły w przekroju ogon. Palce przednich i tylnych kończyn zakończone są prostymi pazurami.

## Biologia
Według analiz przeprowadzonych przez Gentile i współpracowników różnice w składzie mitochondrialnego DNA Conolophus marthae i pozostałych konolofów wynoszą około 7% – znacznie więcej niż pomiędzy C. subcristatus a C. pallidus, których mtDNA różni się o mniej niż 2%. Analizy filogenetyczne sugerują, że C. marthae jest najbardziej bazalnym przedstawicielem rodzaju Conolophus. Prawdopodobnie oddzielił się on od linii ewolucyjnej prowadzącej do pozostałych konolofów około 5,7 mln lat temu. Jest to jak dotąd jedyny przykład prastarej dywergencji u lądowych legwanów z Galapagos i jedna z najstarszych spośród wszystkich znanych dywergencji na Galapagos. Spośród pozostałych konolofów C. marthae wyróżnia się odmiennym schematem „kiwania głową” – składa się on z trzech lub czterech serii, w których w ciągu 4–5 sekund legwan potrząsa głową 4–6 razy na sekundę. W serii drugiej wyróżnić można dwie podserie oddzielone kilkoma decysekundami przerwy.

## Historia odkryć
W 1835 roku Charles Darwin przez pięć tygodni przebywał na Galapagos i spotkał przedstawicieli obu pozostałych gatunków Conolophus, jednak nie dotarł do wulkanu Wolf, będącego jedynym siedliskiem C. marthae. Pomimo licznych wypraw naukowych prowadzonych później na terenie tego wulkanu obecność C. marthae pozostała niezanotowana aż do 1986 roku. Forma ta nie wzbudziła zainteresowania naukowców i dopiero w 2009 roku została uznana za odrębny gatunek z rodzaju Conolophus. Początkowo Gabriele Gentile i współpracownicy nieformalnie nazwali go rosada, co po hiszpańsku oznacza „różowy”, jednak nazwa ta byłaby niepoprawna z powodów nomenklatorycznych, dlatego ostatecznie gatunek został nazwany Conolophus marthae – nazwa gatunkowa marthae honoruje drugą córkę Gabriele Gentile – Marthę Rebeccę Gentile, która 20 sierpnia 2003 roku urodziła się martwa z powodu niedopatrzenia lekarza. Na holotyp desygnowano dorosłego samca, dożywotnio oznakowanego numerem 117. Passive Integrated Transponder o numerze 091-601-303 został wszczepiony w jego tylną nogę. Ze względu na niewielką liczebność C. marthae holotyp nie został zabity, jednak jeśli obserwacje dowiodłyby, że populacja gatunku wzrasta, zostałby schwytany i przeniesiony do placówki, w której przebywałby aż do śmierci. Takie sytuacje są rzadko spotykane i wzbudzają kontrowersje, mimo iż Międzynarodowy kodeks nomenklatury zoologicznej nie zabrania desygnowania żywych zwierząt na holotypy. Thomas Donegan stwierdził, że tego typu odstępstwa od powszechnie stosowanych norm są uzasadnione w przypadku opisywania gatunków krytycznie zagrożonych wyginięciem, podczas gdy André Nemésio i Alain Dubois uważają, że takich sytuacji należy unikać. Dubois zasugerował, że czasopisma naukowe, takie jak „Zootaxa” – w której nazwano Conolophus marthae – nie powinny przyjmować prac opisujących nowy gatunek bez holotypu mającego konkretny numer katalogowy. Nemésio stwierdził, że zabranie jednego starego osobnika z populacji liczącej około dwustu zwierząt nie powinno zagrozić istnieniu gatunku.

## Ochrona
Teren zasiedlany przez Conolophus marthae jest ograniczony do około 25 km², a całkowita populacja gatunku wynosi prawdopodobnie około dwustu osobników. Badania prowadzone w latach 2006–2021 sugerują, że w tym czasie nie uległa ona znaczącym zmianom, istotne jest jednak, że osobniki młode są włączane do tej populacji, co prawdopodobnie jest jedną z przyczyn utrzymywania się liczebności jaszczurek na w miarę stałym poziomie. Gentile i współpracownicy (2009) zarekomendowali Międzynarodowej Unii Ochrony Przyrody wpisanie C. marthae do Czerwonej księgi gatunków zagrożonych jako gatunek krytycznie zagrożony wyginięciem, co nastąpiło w roku 2012.